# Cleora radula
Cleora radula là một loài bướm đêm trong họ Geometridae.